# Polyrhachis omyrmex
Polyrhachis omyrmex är en myrart som först beskrevs av Horace Donisthorpe 1938.  Polyrhachis omyrmex ingår i släktet Polyrhachis och familjen myror. Inga underarter finns listade i Catalogue of Life.